# ننغر
النَّنْغَر (الاسم العلمي: Nanger) جنس من الغزلان من ثلاثة أنواع، كان يصنف سابقًا على أنه جُنيس من الغزال. الأنواع الثلاثة هي:
- الأدرع (الاسم العلمي: Nanger dama)
- غزال غرانت (الاسم العلمي: Nanger granti)
- الأريل (الاسم العلمي: Nanger soemmerringii)

## اقرأ أيضا
- قائمة مزدوجات الأصابع حسب العدد